# Jacques Morali
Jacques Morali (Parigi, 4 luglio 1947 – Neuilly-sur-Seine, 15 novembre 1991) è stato un produttore discografico e compositore francese, co-fondatore e co-produttore, assieme a Henri Belolo, della Ritchie Family e dei Village People.

## Biografia
Nato a Parigi nel 1947, Morali ha lavorato in un negozio di dischi presso l'aeroporto di Orly prima di avviare una carriera musicale. Durante gli anni sessanta ha composto le musiche usate durante gli spettacoli del cabaret parigino Crazy Horse e quelle del cantante Peter Fersen. Nel 1967 ha pubblicato il suo unico disco Elle aime, elle n'aime pas... Nel 1971, all'età di 24 anni, Morali è divenuto direttore artistico dell'etichetta Polydor.
Nel 1975 Morali ha convinto Henri Belolo, che ha conosciuto cinque anni prima, a realizzare una versione disco music del brano Brazil di Carmen Miranda. Per concretizzare la loro idea, i due produttori hanno fatto un veloce castingdi Filadelfia e formato le Ritchie Family, composte da Cheryl Jacks, Cassandra Wooten e Gwendolyn Oliver. Grazie al successo di cui ha goduto il singolo, registrato presso gli Sigma Sound Studios, Morali e Belolo hanno deciso di operare nel campo della nascente scena disco: il primo in qualità di cantautore, il secondo come compositore. 
Durante la metà degli anni settanta, dopo essere stati scritturati dalla Casablanca Records  i due hanno fondato il quartetto dei Village People, composti da Glenn Hughes, Alex Briley, David Hodo e Randy Jones. Il gruppo ispirato agli stereotipi della comunità gay del Greenwich Village nuovaiorchese e alle illustrazioni di Tom of Finland, ha avuto enorme successo con i singoli del 1978 YMCA e Macho Man, destinati a vendere milioni di copie in tutto il mondo.
Morali ha poi co-composto con Patrick Juvet e Victor Willis dei Village People brani come I Love America e Viva California, così come per artisti come Régine, Dalida, Eric Russell, Mimi Coutelier, Eartha Kitt, Phylicia Rashad, Patricia Norton, Julius Brown, Starlight, Diva, Dennis Parker, David London, Break Machine , Wayne Scott per il film Rambo e Pia Zadora. Durante gli anni ottanta ha composto i jingle per la nuova stazione radio francese NRJ. L'archivio della SACEM comprende 362 composizioni di Morali.
Dopo aver contratto l'HIV a metà degli anni ottanta, Morali è morto di AIDS nel 1991, all'età di 44 anni, a Neuilly-sur-Seine. È sepolto nel cimitero di Vence.

## Discografia

### Extended play
- 1967 – Elle aime, elle n'aime pas...

## Colonne sonore
- 1980 – Can't Stop the Music
- 1981 – Crazy Horse de Paris - 30 "Crazy" Tunes 1971-1981